# بيير باعارمة (القطن)
'

تعديل مصدري - تعديل

بيير باعارمة هي إحدى قرى عزلة القطن بمديرية القطن التابعة لمحافظة حضرموت، بلغ تعداد سكانها 47 نسمة حسب تعداد اليمن لعام 2004.